# 柳川事件
柳川事件（やながわじけん）は、1961年（昭和36年）に起こったプロ野球界と社会人野球界との間に起こったトラブルである。

## 概要
日本野球機構は社会人野球協会（現日本野球連盟）との間で契約問題について毎年協定を締結していた。以前から社会人野球協会はプロ野球側に対し、3月1日から、産業対抗大会（現・社会人野球日本選手権大会）が終了する10月31日まで社会人野球の選手をスカウトしないよう要請し、プロ側はこれを遵守していた。
ところが、1960年の協定では新たに、
- プロ野球を退団した選手は、資格審査に合格した翌年秋の産業対抗大会終了後（＝退団1年後）でなければ社会人野球チームに登録できない
- 加えて、その人数は1チームに付き3人までに限定する

と言う内容でプロ側に通告した。これは公式戦出場経験がない二軍選手まで対象になった。
プロ側は退団選手の身分保障のため、退団者が翌年夏の都市対抗野球終了後から登録可能となるよう社会人側に要求した。しかし、社会人側がこれを拒否したため退団選手の死活問題になると考え、また当時西鉄ライオンズの球団社長だった西亦次郎が「目には目を」の論理を言い出したこともあり、プロ側は協定の破棄を通告した。
こうした無協定状態の中で1961年を迎え、中日ドラゴンズが4月20日に日本生命の柳川福三外野手と契約、入団を発表した。
社会人野球協会は同年5月13日に緊急理事会を開催して、プロ野球界との関係断絶とプロ野球退団者の社会人野球チーム入団拒否を表明した。これに対し当時の鈴木龍二セ・リーグ会長は社会人野球選手は会社に野球をする契約で入社していないと言及し、さらに職業選択の自由を奪う社会人野球協会の決定はおかしいと反論した。中日はこの直後にも大分県立高田高等学校の門岡信行と第43回全国高等学校野球選手権大会の1回戦敗退直後に、まだ退部届けを提出していない段階で接触する行為を行った門岡事件を起こしたことから、高校野球や大学野球を傘下におく日本学生野球協会も社会人野球協会の決定に同調することとなり、学生野球憲章でもプロ野球関係者からの指導を禁じた。こうして、日本の野球界で長きに渡るプロとアマの確執が始まった。
巨人に1973年のドラフトで1位指名された小林秀一投手（現・愛知学院大学准教授）は将来、アマチュア野球の指導者に転身することを希望しており、当時の規定でプロ経験者が軟式・少年（中学生以下）を除くアマチュア野球の指導者になれなかったことが大きな障害となり、巨人への入団を拒否した。なお、50代半ばに受けたインタビューで、プロアマ規定が緩和された今巨人に1位指名されたらどうするかとの問いには「入団していたと思う」と答えている。
学校・企業側も、将来アマ指導者候補として目を付けた人材をプロに入団させないために、本人に有利な条件で入学・入社させると言う手法で囲い込むこともあった。
元中日の森徹は、当時の監督だった濃人渉と自身との確執が、球団首脳による強引な補強を引き起こし、プロアマの断絶につながったと自責の念を持ち、元プロ選手の再生の場を作りたいと、グローバルリーグへの参加に賛同して、「ハポン・デ・トキオ」を設立した。
ただ、1970年代に入って、日本代表チームが世界選手権に参加するようになった時、プロ経験者がいなかったことが、アマチュア規定の厳しかった当時の世界野球にスムーズに参加できたことにつながった。
その後30年余りプロ・アマの断絶状態が続いた。
その間、大毎オリオンズに在籍後、柳川事件直前にアマ復帰していた松井猛が、元プロ選手として唯一1965年ドラフト会議で指名されるも、大毎時代に結果を残せなかったことと、生活拠点を夫人の故郷である北海道に移していたことを理由から本人が入団に消極的で、最終的には中日も交渉権を放棄している。一方、1962年に西鉄ライオンズを退団してデュプロに入社した難波昭二郎は、元プロ選手の社会人野球への関与制限がある中、非公式な形でデュプロ硬式野球部の発足・強化を水面下から支援した（その後難波は音楽プロデューサーに転業）。
その間も軟式野球の一部団体や少年野球（中学生以下）は、元プロ選手の受け入れを続け、軟式野球では元ヤクルト・近鉄投手の鈴木康二朗が1995年の第50回国民体育大会に茨城県代表として出場している。また少年野球では元プロ選手が重要な役割を果たした団体もあった（鶴岡一人が設立に関与したボーイズリーグ等）。
なお、日本学生野球野球協会の傘下でないことから日本学生野球憲章の適用を受けない組織（東京六大学理工系野球連盟に加盟の大学や、全国高等学校定時制通信制軟式野球連盟に加盟の高校など）の野球部における元プロ野球選手・指導者の扱いは明確にされていない。
1990年代後半に入り雪解けが進み、1999年シーズンから、日本野球連盟に届け出ること、選手登録は1チーム2名までを条件として元プロ野球選手の社会人野球チーム入りが認められ、その年、元阪神タイガースの林純次投手が昭和コンクリートに入団した。また、経営陣でも横浜ベイスターズ（現：横浜DeNAベイスターズ）がTBSグループによる経営の時代には、TBS内部には野球に精通した人材が乏しかったことから、村上忠則や山中正竹など、社会人・大学野球界の有力者を経営陣やスカウト部門に採用する試みを行い、成績では結果を残せなかった一方、社会人・大学との関係の円滑化には大きく貢献した。
なお、プロから社会人復帰した選手は所属する企業の社員雇用契約を結ぶこと（正社員、または契約社員・嘱託社員。クラブチームや広域複合企業チームの場合も何らかの社員・従業員）が義務付けられている。